# The Face Most Fair
The Face Most Fair (o The Most Fair) è un cortometraggio muto del 1915 diretto da Frank Cooley che appare nei credit con il nome di Fred Cooley. Prodotto dalla American Film Manufacturing Company, il film aveva come interpreti Joe Harris, King Clark, Fred Gamble, Virginia Kirtley, Gladys Kingsbury, John Steppling.

## Trama
Recatosi in visita dall'amico Bob, Billy Stanhope viene informato dall'impiegato dell'albergo che l'amico sarà assente per tutto il giorno. Nella hall, dove cerca di passare il tempo, Billy viene colpito da una bella ragazza che scopre chiamarsi Edith Van Norris. Deciso a ritrovarla, viene a sapere anche il suo indirizzo: mentre è per strada, però, si sloga una caviglia per evitare un'automobile. Il guidatore, il dottor Stoddard, lo porta subito in ospedale dove, con sua grande gioia, Billy riconosce nella sua infermiera proprio la ragazza che cercava.

Il suo soggiorno in ospedale si dimostra così soddisfacente che quando il medico di preannuncia che presto potrà andarsene, Billy cerca un modo per restare. Con la complicità di Bob, si fa portare del mangiare di nascosto mentre, ufficialmente, lamenta di non avere appetito e poi simula sintomi febbrili inesistenti. L'infermiera fa chiamare subito il medico ma questi capisce subito ciò che sta accadendo e, per prima cosa, gli cambia infermiera. Dichiarato alla fine guarito, Billy viene dimesso ma poi torna in ospedale per ritrovare Edith. La ragazza non c'è più e non ha lasciato neanche un indirizzo.

Bob, per tirare su di morale l'amico, lo porta a una festa dalla zia. Ma Billy è ancora depresso: mentre vaga per i dintorni della casa, incontra di nuovo Edith e i due si rendono conto che entrambi stanno soffrendo della malattia, la malattia d'amore.

## Produzione
Il film fu prodotto dalla American Film Manufacturing Company.

## Distribuzione
Distribuito dalla Mutual, il film - un cortometraggio in una bobina - uscì nelle sale statunitensi il 4 maggio 1915.